# K리그 주니어
K리그 주니어(K League Junior)는 K리그 클럽 U-18 유소년팀들의 리그를 말한다.
K리그 주니어는 프로축구단의 유소년 클럽을 보다 활성화하기 위하여 2008년에 출범하였는데 프랜차이즈 제도가 처음 시행된 1987년 이후   신범철(부산) 이동국 (포항)  등 몇몇 선수를 빼면 홈팀에 해당 지역 선수가 거의 없었던 것이 컸다. 2008년 8개 팀으로 시작하여, 2016년 현재는 23개 팀으로 늘어났다.
리그 상위 6개 팀들은 전국 초중고 축구리그 고등리그 왕중왕전에 진출한다.
2008년부터 2011년까지 SBS가 후원하여 SBS 고교클럽 챌린지리그로 불리었으나, 2012년부터 아디다스가 후원하여 아디다스 올인 챌린지리그로 공식 명칭이 바뀌었다.
2013년부터는 부천 FC 1995 U-18팀이 참가하면서 16개팀에서 17개팀으로 늘어났고, 예년과 달리 지역별 조편성을 하지 않고 풀리그 방식으로 총 136경기를 치른다.
2014년부터는 K리그 주니어로 리그 명칭을 변경하고 참가팀도 21개팀으로 늘어났다.
2016년부터는 서울 이랜드 FC U-18팀이 참가하면서 22개팀에서 23개팀으로 늘어났다.

## 역사
대회명칭 변천사
- 2008–2011: SBS 고교클럽 챌린지리그
- 2012–2013: 아디다스 올인 챌린지리그
- 2014: 아디다스 올인 K리그 주니어
- 2015–2019: 아디다스 K리그 주니어
- 2020–현재: K리그 주니어

## 참가 클럽

#### A조
| 클럽               | U-18                    | 감독   |
| ------------------ | ----------------------- | ------ |
| 강원 FC            | 강릉제일고등학교 축구부 | 최진규 |
| 부천 FC 1995       | 부천 FC 1995 U-18       | 김상철 |
| FC 서울            | 오산고등학교 축구부     | 명진영 |
| 서울 이랜드 FC     | 서울 이랜드 FC U-18     | 윤대성 |
| 성남 FC            | 풍생고등학교 축구부     | 구상범 |
| 수원 삼성 블루윙즈 | 매탄고등학교 축구부     | 주승진 |
| 수원 FC            | 수원 FC U-18            | 이수길 |
| 안산 그리너스      | 안산 그리너스 U-18      | 배승현 |
| FC 안양            | 안양공업고등학교 축구부 | 이순우 |
| 인천 유나이티드    | 인천대건고등학교 축구부 | 전재호 |
| 제주 유나이티드    | 제주 유나이티드 U-18    | 한동진 |

#### B조
| 클럽             | U-18                        | 감독   |
| ---------------- | --------------------------- | ------ |
| 경남 FC          | 진주고등학교 축구부         | 조정현 |
| 광주 FC          | 금호고등학교 축구부         | 최수용 |
| 대구 FC          | 현풍고등학교 축구부         | 백영철 |
| 대전 시티즌      | 충남기계공업고등학교 축구부 | 오세종 |
| 부산 아이파크    | 개성고등학교 축구부         | 박형주 |
| 상주 상무        | 용운고등학교 축구부         | 김호영 |
| 아산 무궁화      | 아산 무궁화 U-18            | 이재현 |
| 울산 현대        | 현대고등학교 축구부         | 박기욱 |
| 전남 드래곤즈    | 광양제철고등학교 축구부     | 이제승 |
| 전북 현대 모터스 | 전주영생고등학교 축구부     | 안재석 |
| 포항 스틸러스    | 포항제철고등학교 축구부     | 백기태 |

### 과거
- 동래고등학교 : 부산 아이파크와의 유스 협약이 끝남에 따라 2011년을 마지막으로 더 이상 참가하지 않는다.
- 포항제철공업고등학교 : 마이스터 고등학교 지정으로 인해 포항 스틸러스 U-18팀이 같은 재단의 포항제철고등학교로 변경되어 2012년을 마지막으로 더 이상 참가하지 않는다.
- 동북고등학교 : FC 서울과의 유스 협약이 끝남에 따라 2012년을 마지막으로 더 이상 참가하지 않는다.
- 서귀포고등학교 : 제주 유나이티드와의 유스 협약이 끝남에 따라 2012년을 마지막으로 더 이상 참가하지 않는다.
- 고양 자이크로 FC U-18
- 안산 무궁화 U-18
- 충주상업고등학교

## 역대 기록

### 시즌별 우승 클럽 및 개인 수상
- 2008: 양대 리그 후 4강 토너먼트
- 2009–2011: 양대 리그 후 순위 결정전
- 2012: 양대 리그
- 2013–2014: 단일 리그
- 2015–현재: 양대 리그 및 전후기 리그

| 횟수 | 시즌      | 우승                                                          | 준우승                                              | 최우수선수상 (MVP)                      | 득점상                                        |
| ---- | --------- | ------------------------------------------------------------- | --------------------------------------------------- | --------------------------------------- | --------------------------------------------- |
| 1    | 2008      | 울산 현대 U-18                                                | 전남 드래곤즈 U-18                                  | 이희성 (울산현대고)                     | 김덕일 (풍생고)                               |
| 2    | 2009      | FC 서울 U-18 (동북고)                                         | 전남 드래곤즈 U-18                                  | 정승용 (동북고)                         | 지동원 (광양제철고)                           |
| 3    | 2010      | 수원 삼성 블루윙즈 U-18                                       | 울산 현대 U-18                                      | 노형구 (매탄고)                         | 김흥일 (현풍고)                               |
| 4    | 2011      | 포항 스틸러스 U-18 (포철공고)                                 | 전북 현대 모터스 U-18                               | 문창진 (포철공고)                       | 이광훈 (포철공고)                             |
| 5    | 2012      | A조 수원 삼성 블루윙즈 U-18 B조 포항 스틸러스 U-18 (포철공고) | A조 전북 현대 모터스 U-18 B조 광주 FC U-18          | 권창훈 (매탄고) 정원진 (포철공고)       | 방찬준 (매탄고) 김규민 (현풍고)               |
| 6    | 2013      | 포항 스틸러스 U-18                                            | 부산 아이파크 U-18                                  | 이광혁 (포철고)                         | 김신 (전주영생고)                             |
| 7    | 2014      | 광주 FC U-18                                                  | 전남 드래곤즈 U-18                                  | 나상호 (금호고)                         | 나상호 (금호고)                               |
| 8    | 2015 전기 | A조 인천 유나이티드 U-18 B조 울산 현대 U-18                   | A조 FC 서울 U-18 B조 포항 스틸러스 U-18             | 김동헌 (인천대건고) 김건웅 (현대고)     | 김문수 (안양공고) 한찬희 (광양제철고)         |
| 8    | 2015 후기 | A조 인천 유나이티드 U-18 B조 포항 스틸러스 U-18               | A조 제주 유나이티드 U-18 B조 울산 현대 U-18         | 최범경 (인천대건고) 김동현 (포항제철고) | 박형민 (인천대건고) 권기표 (포항제철고)       |
| 9    | 2016 전기 | A조 성남 FC U-18 B조 울산 현대 U-18                           | A조 FC 서울 U-18 B조 포항 스틸러스 U-18             | 김민규 (풍생고) 문정인 (현대고)         | 조상현 (오산고) 이상헌 (현대고)               |
| 9    | 2016 후기 | A조 수원 삼성 블루윙즈 U-18 B조 울산 현대 U-18                | A조 인천 유나이티드 U-18 B조 포항 스틸러스 U-18     | 유수빈 (매탄고) 김규형 (울산현대고      | 박준하 (강릉제일고) 손석용 (현풍고)           |
| 10   | 2017 전기 | A조 수원 삼성 블루윙즈 U-18 B조 울산 현대 U-18                | A조 FC 서울 U-18 B조 포항 스틸러스 U-18             | 전세진 (매탄고) 박준필 (울산현대고)     | 김소웅 (풍생고) 강영웅 (개성고)               |
| 10   | 2017 후기 | A조 FC 서울 U-18 B조 울산 현대 U-18                           | A조 수원 삼성 블루윙즈 U-18 B조 금호고등학교 축구부 | 정선구 (오산고) 박정인 (울산현대고)     | 추민열 (부천FC 1995 U-18) 김동범 (포항제철고) |
| 11   | 2018 전기 | A조 수원 삼성 블루윙즈 U-18 B조 울산 현대 U-18                | A조 FC 서울 U-18 B조 포항 스틸러스 U-18             | 허동호 (매탄고) 이기혁 (울산현대고)     | 신상휘 (매탄고) 박정인 (울산현대고)           |
| 11   | 2018 후기 | A조 수원 삼성 블루윙즈 U-18 B조 경남 FC U-18                  | A조 FC 서울 U-18 B조 포항 스틸러스 U-18             | 김태환 (매탄고) 박상필 (진주고)         | 서동한 (매탄고) 이승엽 (진주고)               |

### 클럽별 우승 횟수
- 2017시즌 기준

| 구단                    | ● 우승 (최근)  | ● 준우승 (최근) |
| ----------------------- | -------------- | --------------- |
| 울산 현대 U-18          | 5회 (2017전기) | 2회 (2015후기)  |
| 포항 스틸러스 U-18      | 4회 (2015후기) | 4회 (2017전기)  |
| 수원 삼성 블루윙즈 U-18 | 4회 (2017전기) | 0회             |
| 인천 유나이티드 U-18    | 2회 (2015후기) | 1회 (2016후기)  |
| 서울 U-18               | 1회 (2009)     | 3회 (2017전기)  |
| 광주 U-18               | 1회 (2014)     | 1회 (2012)      |
| 전남 드래곤즈 U-18      | 0회            | 3회 (2014)      |
| 전북 현대 모터스 U-18   | 0회            | 2회 (2012)      |
| 제주 유나이티드 U-18    | 0회            | 1회 (2015후기)  |
| 부산 아이파크 U-18      | 0회            | 1회 (2013)      |

†. 2015년부터 K리그 주니어는 참여 클럽들을 A조와 B조로 나누어 전･후기 리그를 기록 승계 없이 별도로 개최하며, 개인상 역시 별도로 시상하고 있다. 따라서 전기 리그 결과 A조와 B조에서 (준)우승팀이 총 4팀이 나오며, 후기 리그도 마찬가지인 식이다. 이 표에서는 소속 조는 표시하지 않고 (준)우승했던 리그가 전기 또는 후기 리그였는지만을 "전기" 또는 "후기"로 표시한다.

## 같이 보기
| 대한민국 축구 리그 시스템 - 1부 K리그1 - 2부 K리그2 - 3부 내셔널리그 - 4부 K3리그 어드밴스 - 5부 K3리그 베이직 - 6부 디비전6리그 - 7부 디비전7리그 | 한국프로축구연맹 주관 리그전 - 1군 K리그 (K리그1 ･ K리그2) - 2군 R리그 - 유스 K리그 주니어 주요 컵 대회 - K리그 유스 챔피언십 - 전국 초중고 축구리그 왕중왕전 - 대통령금배 전국고교축구대회 | K리그 주니어 관련 항목 - K리그 유스 챔피언십 - 전국 초중고 축구리그 - 대통령금배 전국고교축구대회 - 대한민국 U-20 축구 국가대표팀 - 대한민국 U-17 축구 국가대표팀 |